# 足立元春
足立 元春（あだち もとはる、生没年不詳）は、鎌倉時代の武士。足立遠元の子。通称八郎 。基春とも。左衛門尉 。

## 略歴
源頼家や源実朝に仕えた 。『吾妻鏡』には1211年以降に元春の名が登場するようになり、この頃すでに遠元自身は子へと職を継ぎ、世を去っていたと推測される。1212年には比叡山の僧兵らによって暴動が興っており三井寺が標的とされた。将軍源実朝が三井寺警備の命令を出した際に、元春が使者を務めた 。

## 系譜
- 子:足立遠親